# Ernolsheim-lès-Saverne
Ernolsheim-lès-Saverne – miejscowość i gmina we Francji, w regionie Grand Est, w departamencie Dolny Ren.
Według danych na rok 1990 gminę zamieszkiwały 562 osoby, 51 os./km².